# Pleurotomaria postumia
Pleurotomaria postumia is een fossiele slakkensoort uit de familie van de Pleurotomariidae. De wetenschappelijke naam van de soort is voor het eerst geldig gepubliceerd in 1865 door Billings.